# Rose Tico
Rose Tico är en fiktiv karaktär i Star Wars: The Last Jedi och Star Wars: The Rise of Skywalker. Hon spelas av Kelly Marie Tran.
Rose är mekaniker i motståndsrörelsen. Hon är yngre syster till Paige Tico och tidigare besättningsmedlem i Cobalt Squadron. I The Last Jedi lär hon känna Finn och arbetar med honom för att hjälpa allierade att fly från First Order. Tillsammans med Finn reser hon till kasinostaden Canto Bight, infiltrerar First Orders flaggskepp, Supremacy, och slås medvetslös när hon räddar Finns liv under slaget vid Crait. I The Rise of Skywalker hjälper hon Leia Organa vid motståndsrörelsens bas på Ajan Kloss fram till Leias död och deltar sedan i slaget vid Exegol mellan motståndsrörelsen och Sith Eternal.
Rose Tico har också varit med i flera serier, romaner och kortfilmer.
Rose skapades av regissören Rian Johnson efter att han bestämde sig för att en del av filmen som ursprungligen handlade om Finn och Poe Dameron behövde en annan dynamik.
Roses roll i The Rise of Skywalker var mycket mindre än i The Last Jedi, vilket filmen fick kritik för från kritiker och fans. Filmskaparna anklagades för att avsiktligt ha minskat Ticos roll som svar på trakasserier på nätet mot Tran, vilket filmens författare Chris Terrio har förnekat.